# Perzijski besmrtnici
Perzijski besmrtnici bili su elitna vojna jedinica u doba ratova Ahemenidskog Perzijskog Carstva, dok su u doba mira služili kao kraljevska garda iranskim velikim kraljevima.

## Organizacija
Besmrtnici su uvijek imali točno 10.000 vojnika, a ime su dobili po tome što bi u slučaju pogibje, bolesti ili starosti određenog člana na njegovo mjesto došao novi vojnik. Članovima tih elitnih jedinica mogli su postati isključivo Perzijanci, Medijci i Elamiti. Budući da su trenirani od rođenja prema strogim vojničkim pravilima i da su sudjelovali diljem svijeta u brojnim bitkama, često ih se smatra najkvalitetnijim vojnicima antičkog doba.

## Oružje i oprema
Bili su naoružani kratkim lukom, kopljem i mačem, te zaštićeni metalnim oklopom ispod tunike. Štit geron bio im je napravljen od pletenog šiblja prevučenog kožom koji je pružao dobru zaštitu od napada strijelama, no nedovoljnu zaštitu od preciznih uboda teških mačeva.

## Povijest borbi
Jedna od početnih bitaka Besmrtnika bila je ona prilikom opsade Pasargadske gore, gdje je Kir Veliki poveo 10.000 Besmrtnika u borbu protiv goleme vojske medijskog kralja Astijaga koja je imala 100-150 tisuća vojnika. Bitka je završila teškim medijskim porazom. Najpoznatija bitka u kojoj su sudjelovali je svakako bitka kod Termopila u kojoj su Besmrtnici predvođeni Hidarnom potukli Spartance i druge Grke koje je predvodio Leonida. Zapamćeni su i po bitci kod Perzijskih vrata gdje je šačica od svega 700 elitnih perzijskih vojnika zadržala vojsku Aleksandra Makedonskog više od mjesec dana.

## Popularna kultura
- U stripu Franka Millera o bitci kod Termopila prema kojem je napravljen kontroverzni film "300", Besmrtnici su prikazani na vrlo fikcijski način: odijeveni su potpuno u crno, nose japanske srebrne maske, te katane kao glavno oružje.
- Film "300 Spartanaca" opisuje Besmrtnike na vrlo realniji način od prethodnog filma. Besmrtnici nose mač i koplje, no uglavnom su odijeveni u crne ili tamne boje.
- U "Drenai" serijama koje potpisuje David Gemmell, sudjeluje vojna jedinica koju naziva Besmrtnicima. Poput perzijskih besmrtnika, također imaju 10.000 vojnika.
- Novela Toma Clancya "Izvršne naredbe" (Executive Orders) spominje Besmrtnike kao naziv za Ujedinjenu Islamsku Republiku, sastavljenu od Irana i Iraka.

## Poveznice
- Ahemenidsko Perzijsko Carstvo
- Kir Veliki
- Darije I. Veliki
- Kserkso I.
- Grčko-perzijski ratovi
- Bitka kod Perzijskih vrata
- Bitka kod Termopila
- Leonida I.

## Vanjske poveznice
- Perzijski besmrtnici (Livius.org, Jona Lendering)  Arhivirana inačica izvorne stranice od 25. ožujka 2010. (Wayback Machine)
- Perzijski besmrtnici (Warfare in Hellas)  Arhivirana inačica izvorne stranice od 25. srpnja 2010. (Wayback Machine)